# بيرفنيدون
بيرفنيدون هو دواء يستخدم لعلاج التليف الرئوي مجهول السبب، حيث يعمل على الحد من تليف الرئة من خلال تقليل إنتاج عامل النمو والبروكولاجين الأول والثاني.
رُخص استخدام بيرفنيدون لعلاج التليف الرئوي مجهول السبب بعد التجارب السريرية لأول مرة في اليابان عام 2008 تحت الاسم التجاري Pirespa، وتمت الموافقة على استخدامه في الاتحاد الأوروبي عام 2011، وفي كندا عام 2012، وفي الولايات المتحدة عام 2014. كما يوجد منه تركيبة موضعية تُستخدم في علاج التئامات الجروح غير الطبيعية. 

## الاستخدامات الطبية
يُوصف بيرفينيدون ي الاتحاد الأوروبيل علاج التليف الرئوي المجهول السبب ذو الدرجة الخفيفة والمتوسطة، في كل من الاتحاد الأوروبي واليابان والهند والصين والولايات المتحدة
وفي المكسيك تمت الموافقة عليه في شكل جل لعلاج الندبات والأنسجة الليفية، وقد أثبت فعاليته في علاج تقرحات الجلد.

## الآثار السلبية

### الجهاز الهضمي
كثيرا ما يرتبط بيرفنيدون بآثار جانبية معدية معوية مثل عسر الهضم والغثيان والتهاب المعدة والارتجاع المعدي المريئي والتقيؤ، ولتقليل شدة هذه الأعراض يجب تناول بيرفينيدون بعد الوجبات.

### الجلد
قد يسبب بيرفنيدون تفاعلات حساسية للضوء وطفح جلدي وحكة وجفاف الجلد، لذا يُنصح المرضى عادة بتجنب التعرض المباشر لأشعة الشمس، واستخدام الملابس الملابس الواقية من الشمس، وعادة ما يتم التغلب على هذه الأعراض بتعديل الجرعة أو حتى التوقف المؤقت عن العلاج إذا لزم الأمر، بالإضافة إلى علاج موضعي لهذه الأعراض. 

### ضعف الكبد
يمكن لدواء يرفنيدون أن يزيد مستويات إنزيمات الكبد، وخاصة ناقلات أمين الأسبارتات وناقلات أمين ألانين وناقلات الببتيد غاما غلوتاميل، لذا يتطلب الأمر مراقبة دورية لمستويات إنزيمات الكبد أثناء العلاج بدواء بيرفنيدون على النحو التالي: مرة واحدة قبل بدء العلاج، ثم مراقبة شهرية حتى 6 أشهر بعد بدء العلاج، ثم كل 3 أشهر، بجانب احتياطات إضافية عند وصف الدواء للمرضى الذين يعانون من اختلال في وظائف الكبد، وفي المرضى الذين يتناولون مثبطات إنزيم CYP1A2، ولذا فإن هذا الدواء يُعتبر ممنوعا في المرضى الذين يعانون من قصور كبدي حاد. 

### الدوخة والإعياء
أبلغ المرضى الذين يخضعون للعلاج ببيرفينيدون عن إحساسهم بالدوار والإعياء، وقد تكون هناك حاجة لتعديل الجرعة أو وقف العلاج إذا كانت الحالة شديدة.

### فقدان الوزن
أبلغ المرضى الذين يخضعون للعلاج ببيرفينيدون عن فقدان الوزن، ولذا يجب على الأطباء مراقبة وزن المرضى وتشجيعهم على زيادة تناول السعرات الحرارية إذا لزم الأمر.

## التفاعلات الدوائية
يتوسط إنزيم السيتوكروم بي450 معظم التفاعلات الدوائية المختلفة. 

### مثبطات السيتوكروم بي450 (1A2)
نظرًا لأن بيرفينيدون يتم تمثيله غذائيا من خلال مسار إنزيم السيتوكروم بي450 (1A2)، فإن أي دواء يثبط هذا الإنزيم قد يتسبب في التسمم بالبيرفينيدون، لذا لا يستخدم فلوفوكسامين مع البيرفينيدون، كما أن المثبطات الأخرى مثل سيبروفلوكساسين، الأميودارون وبروبافينون ينبغي أن تستخدم بحذر. 

### مثبطات السيتوكروم الأخرى
يتم تمثيل بعض البيرفينيدون غذائيا بواسطة إنزيمات السيتوكروم بي 450 غير المذكور أعلاه، وبالتالي فإن استخدام المثبطات القوية مثل فلوكونازول (مثبط إنزيم CYP2C9) والكلورامفينيكول (مثبط إنزيم CYP2C19) وفلوكستين وباروكستين (كلاهما مثبط لإنزيم CYP2D6) يجب أن تُستخدم بحذر.

### محرضات السيتوكروم بي450 (1A2)
يجب الحذر عند استخدام محرضات السيتوكروم بي450 (1A2) مثل أوميبرازول، لأنها قد تقلل من مستويات للدواء في البلازما. 

### تدخين السجائر
يتسبب تدخين السجائر في زيادة تصفية البيرفينيدون عن طريق تحريض السيتوكروم بي450 (1A2)، وبالتالي تقليل مستويات الدواء، لذا يُنصح المرضى بالامتناع عن تدخين السجائر أثناء العلاج بالبيرفينيدون.

## علم الأدوية

### آلية العمل
أظهر دواء البيرفنيدون خصائص قوية مضادة للتليف والالتهابات في مختلف النظم المعملية والتجارب على الحيوانات المصابة بالتليف، وقد أظهر عدد من الدراسات المستندة على الخلايا أن البيرفينيدون يقلل من تكاثر الخلايا الليفية اليافعة،    ويثبط من إنتاج الكولاجين المُحفز بعامل النمو المحول بيتا    ويقلل من إنتاج الوسائط الليفية مثل عامل النمو بيتا المتحول، وقد ثبت أيضًا أن البيرفنيدون يقلل من إنتاج الوسائط الالتهابية مثل عامل نخر الورم ألفا وإنترلوكين 1 بيتا في كل من الخلايا المستنبتة وخلايا الدم المحيطية أحادية النواة المعزولة،   وتتوافق هذه الأنشطة مع الأنشطة الأوسع لمضادات التليف واللالتهابات التي لوحظت في النماذج الحيوانية.

### الحركة الدوائية
يُؤخذ البيرفنيدون عن طريق الفم، وعلى الرغم من أن تناوله مع الطعام يقلل بشكل كبير من مدى الامتصاص، لكنه يجب تناول الدواء بعد الطعام لتقليل الأثار الجانبية مثل الغثيان والدوار. يرتبط حوالي 60٪ من العقار ببروتينات الدم، وخاصة الألبومين، ويتم التمثيل الغذائي لما يصل إلى 50٪ من الدواء عن طريق نظام إنزيم السيتوكروم بي450 (1A2)، ويخرج ما يقرب من 80٪ من الجرعة المتناولة في البول خلال 24 ساعة من تناولها.

## أبحاث
أظهرت أبحاث أخرى أن البيرفينيدون قد يكون علاجًا فعالًا لتشمع الكبد 

## روابط خارجية
- "Pirfenidone". Drug Information Portal. U.S. National Library of Medicine. مؤرشف من الأصل في 2020-11-07.